# The Book 3
The Book 3 (estilizado como THE BOOK 3) es el tercer extended play (sexto en la general) japonés de Yoasobi. Fue lanzado el 4 de octubre de 2023 a través de Sony Music Japan, un año y diez meses después de su anterior EP The Book 2 (2021). El EP consta de diez pistas, incluidos los cinco primeros sencillos "Shukufuku", "Idol" y "Yūsha". Comercialmente, The Book 3 alcanzó el puesto número dos tanto en Oricon Albums Chart como en Billboard Japan Hot Albums, y fue certificado oro por la Recording Industry Association of Japan (RIAJ) por envíos de más de 100.000 unidades.

## Antecedentes y lanzamiento
El 1 de septiembre de 2023, Yoasobi anunció su tercer extended play, titulado The Book 3, junto con su lista de canciones y la portada del álbum, que se lanzará el 4 de octubre. Los pedidos anticipados del EP comenzaron el mismo día y estarán disponibles solo como paquete de carpetas de edición limitada. El Libro 3 consta de diez pistas, todas ellas singles de 2022 a 2023, que incluyen canciones del dúo y del proyecto colaborativo de cuatro escritores ganadores del Premio Naoki, Hajimete no; y tres temas nuevos, los cuales son interludios "Awakening" y "Worship", que preceden a los temas de anime "Shukufuku" e "Idol", respectivamente, y otro es el tema de apertura de la serie de anime Sōsō no Frieren, titulado "Yūsha".  que se anunció el mismo día que el EP a través de un video promocional del anime. La canción fue lanzada como sencillo antes del EP el 29 de septiembre. El avance del EP se subió el 1 de octubre.

## Lista de canciones
Todas las canciones escritas y compuestas por Ayase. 
| N.º | Título                           | Duración |  |
| 1.  | «Yūsha» (勇者)                   | 3:14     |  |
| 2.  | «Interlude: Awakening»           | 0:48     |  |
| 3.  | «Shukufuku» (祝福)               | 3:12     |  |
| 4.  | «Umi no Manimani» (海のまにまに) | 4:16     |  |
| 5.  | «Mr.» (ミスター)                 | 3:05     |  |
| 6.  | «Interlude: Worship»             | 1:07     |  |
| 7.  | «Idol» (アイドル)                | 3:31     |  |
| 8.  | «Seventeen» (セブンティーン)     | 3:18     |  |
| 9.  | «Adventure» (アドベンチャー)     | 3:18     |  |
| 10. | «Suki da» (好きだ)               | 3:37     |  |